# HMS Gurkha (G63)
Lo HMS Gurkha (pennant number G63) fu un cacciatorpediniere della Royal Navy, parte della classe L ed entrato in servizio nel febbraio 1941.
Attivo durante la seconda guerra mondiale, operò sia nell'oceano Atlantico che nel mar Mediterraneo, finendo affondato il 17 gennaio 1942 davanti Sidi Barrani dopo essere stato silurato dal sommergibile tedesco U-133.

## Storia
Impostato nei cantieri navali della Cammell Laird di Birkenhead il 18 ottobre 1938, l'unità fu varata il 9 luglio 1940; il nome originariamente scelto per la nave doveva essere HMS Larne, ma dopo l'affondamento del cacciatorpediniere HMS Gurkha durante la campagna di Norvegia i membri del Gurkha Regiment del British Army sottoscrissero una petizione perché un'unità della Royal Navy continuasse a portare tale appellativo, e la nave fu quindi rinominata poco prima del varo. Il nuovo Gurkha entrò poi in servizio il 18 febbraio 1941 in forza alla 4th Destroyer Flotilla della Home Fleet.
Durante alcune prove in mare, il 26 febbraio la nave sostenne gravi danni a seguito di una collisione con un peschereccio, dovendo rientrare in cantiere per le riparazioni a Rosyth che si protrassero fino al 24 giugno seguente; assegnato al Western Approaches Command, il Gurkha partecipò quindi alla scorta di svariati convogli navali britannici in Atlantico. Il 25 agosto la nave fu distaccata a Gibilterra e assegnata alla Force H, partecipando alla scorta delle portaerei britanniche dirette a lanciare aerei di rinforzo alla guarnigione di Malta; tra il 24 settembre e il 1º ottobre il cacciatorpediniere prese parte all'operazione Halberd nel Mediterraneo, facendo da scorta alle unità maggiori della Force H e scontrandosi varie volte con i sommergibili della Regia Marina italiana: il 29 settembre il Gurkha ingaggiò, insieme al cacciatorpediniere olandese Hr. Ms. Isaac Sweers, il sommergibile Diaspro senza però riuscire ad affondarlo, mentre il 30 settembre partecipò insieme al cacciatorpediniere HMS Legion all'affondamento tramite bombe di profondità del sommergibile Adua a nord-ovest di Algeri.
In ottobre il Gurkha scortò il convoglio WS12 in Atlantico, mentre ai primi di novembre partecipò a una nuova missione di lancio aerei per Malta (operazione Perpetual) durante la quale la portaerei HMS Ark Royal fu silurata e affondata da un sommergibile tedesco, prima di rientrate brevemente in Gran Bretagna. Tornato alla Force H ai primi di dicembre, il Gurkha partecipò a varie missioni di caccia ai sommergibili tedeschi a ovest di Gibilterra, contribuendo insieme al cacciatorpediniere australiano HMAS Nestor il 15 dicembre all'affondamento del sommergibile U-127 a sud-ovest di Cabo de São Vicente; riassegnato alla Mediterranean Fleet, il cacciatorpediniere raggiunse Alessandria d'Egitto il 29 dicembre dopo una breve sosta a Malta, sostenendo alcuni attacchi aerei durante il passaggio ma senza subire danni.
Da Alessandria l'unità partecipò alla scorta di alcuni convogli nel Mediterraneo orientale. Il 17 gennaio 1941, mentre partecipava alla scorta del convoglio MW8B diretto a Malta da Alessandria, il Gurkha fu colpito alle 7:30 da un siluro lanciato dal sommergbilie tedesco U-133 a nord di Sidi Barrani: la nave fu subito avvolta dalle fiamme, ma il cacciatorpediniere olandese Isaac Sweers che la assisteva riuscì a trainarla fuori dalla chiazza di carburante che bruciava e a trarre in salvo gran parte dell'equipaggio prima che lo scafo affondasse nella posizione 31° 50' N, 29° 14' E.